# Sousa (Gattung)
Sousa ist eine Gattung der Delfine (Delphinidae). Aufgrund ihres buckelartigen Rückens werden sie häufig auch als Buckeldelfine nach dem englischen Namen humpback dolphins bezeichnet. Es handelt sich dabei um vier Arten, den Kamerunflussdelfin (Sousa teuszii), den Bleifarbenen Delfin (Sousa plumbea), den Chinesischen Weißen Delfin (Sousa chinensis) und den Australischen Buckeldelfin (Sousa sahulensis), der an der Küste des nördlichen Australien und des südlichen Neuguinea vorkommt.

## Merkmale
Charakteristisch für die Sousa-Delfine ist der bereits erwähnte Buckel, den die ausgewachsenen Tiere aufweisen, sowie die lang gezogene Rückenfinne. Sie erreichen eine Länge von zwei bis drei Metern. Die Arten selbst unterscheiden sich vor allem in der Färbung und der Größe der Finne. So haben die südostasiatischen Vertreter eine weiße, manchmal rosa Haut und eine größere Rückenflosse als die afrikanischen und die indischen Vertreter. 

## Verbreitung
Die Tiere der Gattung Sousa leben in flachen Küstenregionen, der Kamerunflussdelfin vor der Westküste Afrikas und die indopazifischen Formen findet man dagegen entlang der Küsten Ostafrikas, Indiens, Südostasiens und an der Küste des nördlichen Australien.

## Systematik
Die Systematik der Gattung Sousa ist umstritten und Gegenstand aktueller Diskussionen. Es wurden insgesamt fünf Arten der Gattung beschrieben, neben den bereits eingangs erwähnten auch die Arten Sousa lentiginosa und Sousa borneensis. Bis in die 1990er Jahre wurden mit dem Kamerunflussdelfin und dem Chinesischen Weißen Delfin weltweit allerdings nur zwei Arten anerkannt. Nach Mendez und Kollegen (2013) gibt es allerdings sicher vier Arten, wobei sich die indopazifische Form in drei Arten aufspalten lässt, von der Sousa plumbea die Gewässer bis zur Ostküste Indiens bewohnt und Sousa chinensis von dort über Südostasien bis Südchina vorkommt. Als Separationsgrenze beider Arten liegt etwa an den Mündungen von Krishna und Godavari. Sousa sahulensis lebt an der Küste des nördlichen Australien und des südlichen Neuguinea.

## Belege
1. 1 2  Martin Mendez, Thomas J. Jefferson, Sergios-Orestis Kolokotronis, Michael Krützen, Guido J. Parra, Tim Collins, Giana Minton, Robert Baldwin, Per Berggren, Anna Särnblad, Omar A. Amir, Vic M. Peddemors, Leszek Karczmarski, Almeida Guissamulo, Brian Smith, Dipani Sutaria, George Amato, Howard C. Rosenbaum. Integrating multiple lines of evidence to better understand the evolutionary divergence of humpback dolphins along their entire distribution range: a new dolphin species in Australian waters? Molecular Ecology, 2013; DOI: 10.1111/mec.12535
2. 1 2  Thomas A. Jefferson, Howard C. Rosenbaum. Taxonomic revision of the humpback dolphins (Sousa spp.), and description of a new species from Australia. Marine Mammal Science, 2014; DOI: 10.1111/mms.12152